# Tricharaea canuta
Tricharaea canuta är en tvåvingeart som beskrevs av Wulp 1896. Tricharaea canuta ingår i släktet Tricharaea och familjen köttflugor. Inga underarter finns listade i Catalogue of Life.